# Litota
Litota (stgr. λιτότης litótēs – „skromność, prostota”) – jeden z tropów retorycznych (czasem uznawana za figurę retoryczną).
Litota jest podobnie jak eufemizm przeciwieństwem hiperboli, tyle że eufemizm dotyczy łagodzenia określeń negatywnych, litota może zaś służyć osłabieniu sformułowań także pozytywnych czy neutralnych.
Polega na zastąpieniu danego określenia zaprzeczonym wyrażeniem antonimicznym np. zamiast cichy – niegłośny. Figura ta ma na celu osłabienie dobitności mowy.